# Mathéo Tuscher

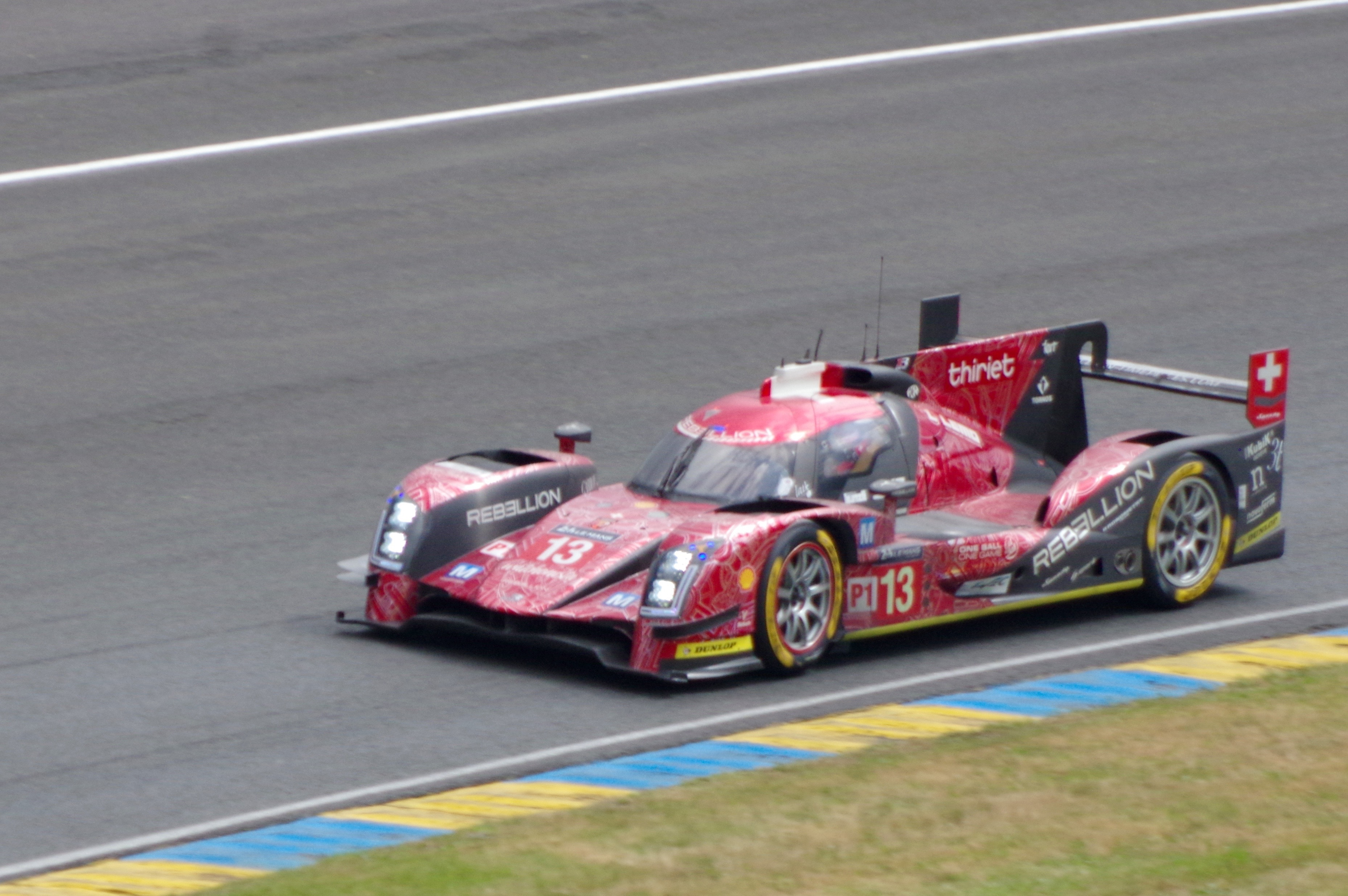
Der Rebellion R-One von Alexandre Imperatori, Dominik Kraihamer und Mathéo Tuscher beim 24-Stunden-Rennen von Le Mans 2016

Mathéo Tuscher (* 12. Dezember 1996 in Noville VD) ist ein ehemaliger französisch-schweizerischer Automobilrennfahrer. Er startete teilweise mit tschechischer Rennlizenz. 2014 und 2015 trat er in der GP3-Serie an.

## Karriere
Tuscher begann seine Motorsportkarriere im Alter von drei Jahren im Kartsport, in dem er bis 2010 aktiv war. Unter anderem gewann er 2009 die Schweizer KF3-Kartmeisterschaft.
Anfang 2011 machte Tuscher erste Erfahrungen im Formelsport. Er testete ein Formel-3-Fahrzeug unter Aufsicht von Luca Baldisserri, der das Fahrerförderprogramm der Scuderia Ferrari leitet. Seine ersten Renneinsätze im Formelsport hatte Tuscher 2011 in der Formula Pilota China Series. Er startete in dieser Serie mit tschechischer Lizenz und unter tschechischer Flagge. Da er zu dem Zeitpunkt erst 14 Jahre alt war, war die asiatische Serie eine der wenigen Möglichkeiten, bereits in diesem Alter im Formelsportrennen zu fahren. Tuscher gewann acht von zwölf Rennen und entschied die Meisterschaft dominant für sich. Im Winter 2011/2012 nahm er zunächst unter französischer Flagge an Testfahrten der Formel 2 und anschließend unter Schweizer Flagge an Testfahrten der GP3-Serie teil. Er lag dabei jeweils innerhalb der ersten zehn. Tuscher erhielt schließlich für die Saison 2012 ein Cockpit in der FIA-Formel-2-Meisterschaft, in der er unter Schweizer Flagge startete. Er war im Alter von 15 Jahren der zu diesem Zeitpunkt jüngste Formel-2-Fahrer überhaupt. Bereits in seinem ersten Qualifying erzielte er die Pole-Position. Am zweiten Rennwochenende beendete er beide Rennen als Zweiter und erzielte seine ersten Podest-Platzierungen. Tuscher gewann zwei Rennen und wurde mit 210 zu 231,5 Punkten Zweiter der Fahrerwertung hinter Luciano Bacheta. Tuscher war in der Saison 2012 der beste Neuling.
2013 war Tuscher nach der Einstellung der Formel 2 ohne festes Cockpit. Er nahm nur an einer Veranstaltung der Formel Renault 3.5 für Zeta Corse teil. 2014 ging Tuscher für Jenzer Motorsport in der GP3-Serie an den Start. Bereits im ersten Sprintrennen in Barcelona gelang ihm als Zweiter die einzige Podest-Platzierung der Saison. Er beendete die Saison auf dem zwölften Gesamtrang. Außerdem nahm Tuscher 2014 an einer Veranstaltung der alpinen Formel Renault teil. 2015 absolvierte Tuscher seine zweite GP3-Saison für Jenzer. Er erreichte den 13. Gesamtrang. Darüber hinaus ging Tuscher für Rebellion Racing zu zwei Rennen der FIA-Langstrecken-Weltmeisterschaft 2015 (WEC) an den Start.
Nachdem der Vertrag von Tuscher mit Rebellion zum Ende der Saison 2016 nicht verlängert wurde, ist Tuscher für die Saison 2017 vorerst ohne Cockpit.

## Nationalität
Tuscher besitzt die französische und schweizerische Staatsbürgerschaft. Zu einigen Rennen trat er mit tschechischer Rennlizenz an.

## Sonstiges
Tuscher wird von Craig Pollock gemanagt.

## Statistik

### Karrierestationen
| - 2000–2010: Kartsport - 2011: Formula Pilota China Series (Meister) - 2012: Formel 2 (Platz 2) | - 2013: Formel Renault 3.5 (Platz 30) - 2014: GP3-Serie (Platz 12) - 2014: Alpine Formel Renault | - 2015: GP3-Serie (Platz 13) - 2015: WEC (Platz 32) |

### Einzelergebnisse in der GP3-Serie
| Jahr | Team              | 1   | 2   | 3   | 4   | 5   | 6   | 7   | 8   | 9   | 10  | 11  | 12  | 13  | 14  | 15  | 16  | 17  | 18  | Punkte | Rang |
| ---- | ----------------- | --- | --- | --- | --- | --- | --- | --- | --- | --- | --- | --- | --- | --- | --- | --- | --- | --- | --- | ------ | ---- |
| 2014 | Jenzer Motorsport | ESP | ESP | AUT | AUT | GBR | GBR | GER | GER | HUN | HUN | BEL | BEL | ITA | ITA | RUS | RUS | UAE | UAE | 29     | 12.  |
| 2014 | Jenzer Motorsport | 8   | 2   | 6   | DNF | 14  | 8   | 18  | 11  | 22  | 15  | DNF | 16  | 8   | DNF | DNF | 11  | DNF | 10  | 29     | 12.  |
| 2015 | Jenzer Motorsport | ESP | ESP | AUT | AUT | GBR | GBR | HUN | HUN | BEL | BEL | ITA | ITA | RUS | RUS | BRN | BRN | UAE | UAE | 22     | 13.  |
| 2015 | Jenzer Motorsport | 14  | 13  | 12  | DSQ | 10  | 9   | 10  | 9   | DNF | 4   | 6   | 6   | DNF | DNF | 12  | DNF | 16  | 14  | 22     | 13.  |

### Le-Mans-Ergebnisse
| Jahr | Team             | Fahrzeug        | Teamkollege          | Teamkollege       | Platzierung     | Ausfallgrund |
| ---- | ---------------- | --------------- | -------------------- | ----------------- | --------------- | ------------ |
| 2016 | Rebellion Racing | Rebellion R-One | Alexandre Imperatori | Dominik Kraihamer | nicht klassiert |              |

### Einzelergebnisse in der FIA-Langstrecken-Weltmeisterschaft
| Saison | Team             | Rennwagen       | 1   | 2   | 3   | 4   | 5   | 6   | 7   | 8   | 9   |
| ------ | ---------------- | --------------- | --- | --- | --- | --- | --- | --- | --- | --- | --- |
| 2015   | Rebellion Racing | Rebellion R-One | SIL | SPA | LEM | NÜR | AUS | FUJ | SHA | BAH |     |
| 2015   | Rebellion Racing | Rebellion R-One |     |     |     |     |     |     | DNF | 16  |     |
| 2016   | Rebellion Racing | Rebellion R-One | SIL | SPA | LEM | NÜR | MEX | AUS | FUJ | SHA | BAH |
| 2016   | Rebellion Racing | Rebellion R-One | 3   | 3   | DNF | 7   | 9   | 7   | 6   | 24  | 7   |